# Elmer Söderblom
Elmer Söderblom, född 5 juli 2001 i Göteborg, är en svensk professionell ishockeyspelare (ytterforward) som spelar för Detroit Red Wings i NHL
Han är yngre bror till ishockeymålvakten Arvid Söderblom.

## Klubbar
- Frölunda HC J20, SuperElit (2017/2018 - 2019/2020)
- Tingsryds AIF, Allsvenskan (2019/2020)
- Frölunda HC, SHL (2019/2020 - )